# 巴里·里克特
巴里·里克特（英語：Barry Richter，1970年9月11日—），美国男子冰球运动员，场上位置是后卫。他曾代表美国国家队参加1994年冬季奥林匹克运动会冰球比赛，获得第8名。